# 観塘願景
観塘願景（かんとんがんけい、中国語: 觀塘願景、英語: Kwun Tong Future）は、2019年6月29日に結成された、香港観塘（かんとう）地域で活動する民主派の地域政党。2019年-2020年香港民主化デモで掲げる「逃亡犯条例改正案の完全撤回」や「普通選挙の実現」などを含む五つの目標「五大要求」の趣旨で創設した。

## 概説
観塘願景を設置する準備は2019年6月上旬に始まりました。2019年-2020年香港民主化デモに触発された一部の人々は、区議会の議席の親中国の過半数に対抗するために、地域の活動と2019年香港区議会議員選挙への参加を通じて党を設立することを決定しました。
2019年10月、観塘願景から推薦された梁凱晴は2019年の香港区議会議員選挙（月華選挙区）に出馬し、前回選挙で当選した親中派の徐海山は対立候補となる。梁凱晴が選挙への参加を申し込んだ後、その夜8時に通りの駅でチラシを配っていたとき、彼は頭の後ろで硬い物を持った親中派の活動家に襲われた。加害者は逃げた。梁凱晴は後に、助手によって救急車によって病院に送られました。2019年11月24日、梁凱晴2,969票の投票選出されました、ビート親中国の活動家、2,557票を受け取ったの古漢強、彼は2020年1月1日に就任し、党の創設以来、新しい観塘区区議員および最初の公務員になりました。

## 政策
- 民主主義と自由を支援する[5][6]
- 男女同権[7]

## 議員

### 区議会議員
| 区議会       | 選挙区番号 | 選挙区 | 肖像 | 氏名   | 2020-2023 | 備考 |
| ------------ | ---------- | ------ | ---- | ------ | --------- | ---- |
| 観塘区区議会 | J32        | 月華   |      | 梁凱晴 |           |      |

## 選舉

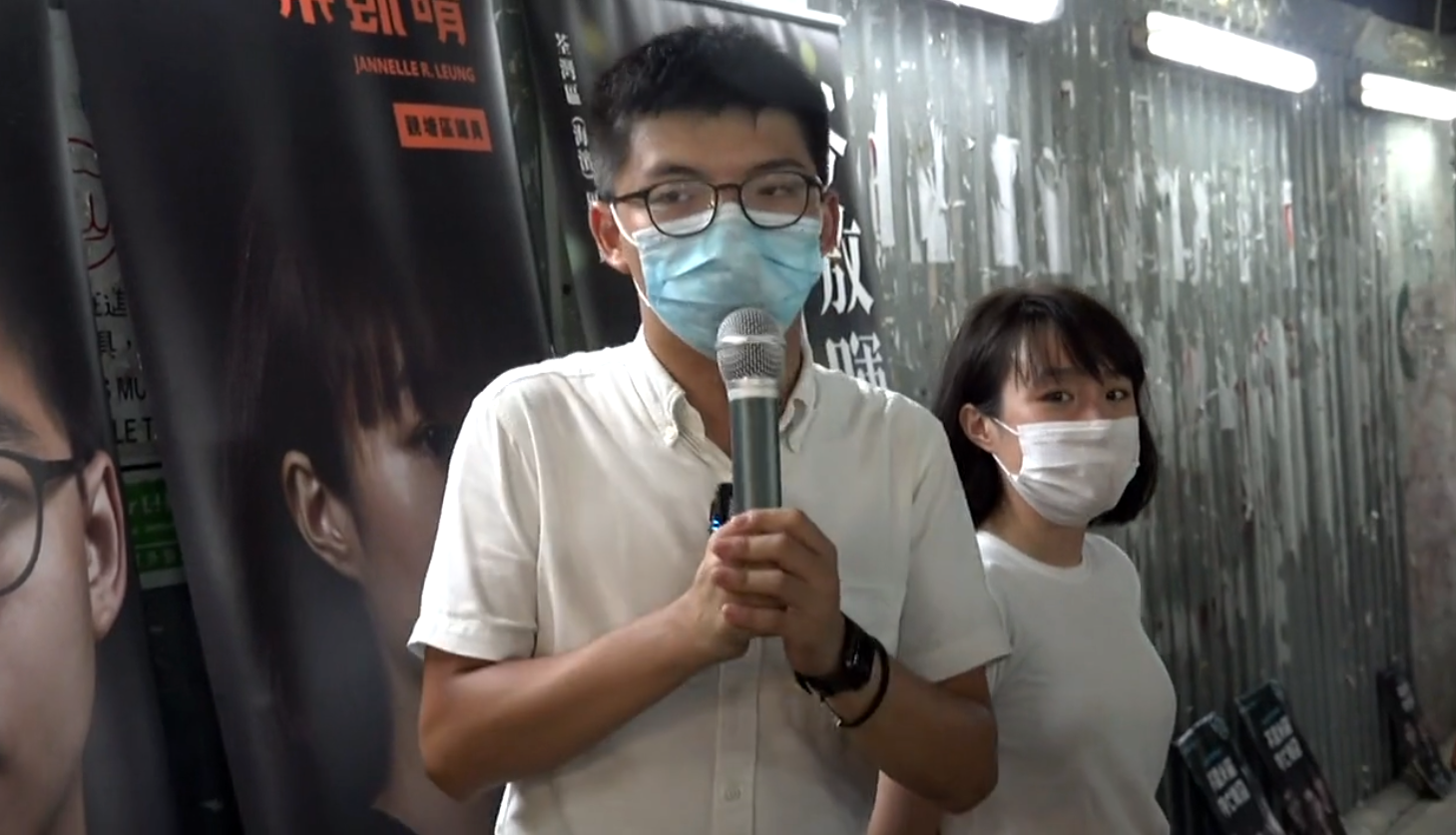
民主活動家黄之鋒和観塘願景所属の観塘区議会議員梁凱晴に九龍湾最終スプリントのキャンバス。

### 区議会議員選挙
| 選挙                 | 投票選出議席得票数 | 投票選出議席得票率 | 投票選出当選者 | 当然議員（原住民代表） | 獲得議席 | +/- |
| 第六期（2019年執行） | 2,969              | 0.09%              | 1              | 0                      | 1 / 448  | 1   |

## 歴代の党首
|    |        |      |               |          |                                  |      |  |
| 代 | 姓名   | 肖像 | 在任期間      | 在任期間 | 在任中の出来事                   | 備考 |  |
| 代 | 姓名   | 肖像 | 就任          | 退任     | 在任中の出来事                   | 備考 |  |
| 1  | 梁凱晴 |      | 2019年6月29日 | 現職     | 観塘区議会議員（2020年1月1日－） |      |  |